# آماندا بروکس
آماندا بروکس (انگلیسی: Amanda Brooks؛ زادهٔ ۲۲ ژوئن ۱۹۸۱) یک هنرپیشه اهل ایالات متحده آمریکا است. 

از مجموعه های تلویزیونی که در آن به ایفای نقش پرداخته میتوان به آکواریوس اشاره کرد.